# Scorzonera ikonnikovii
Scorzonera ikonnikovii là một loài thực vật có hoa trong họ Cúc. Loài này được Lipsch. & Krasch. miêu tả khoa học đầu tiên năm 1935.